# Escilirósido
El escilirósido es un compuesto tóxico derivado de la planta Drimia maritima (sin. Urginea maritima) que se utiliza a veces como un rodenticida.